# Federal Way
Federal Way – miasto w Stanach Zjednoczonych, w stanie Waszyngton, w hrabstwie King. W 2010 roku liczyło 88 760 mieszkańców.

## Miasta partnerskie
- Hachinohe
- Tonghae